# Hinterkleebach

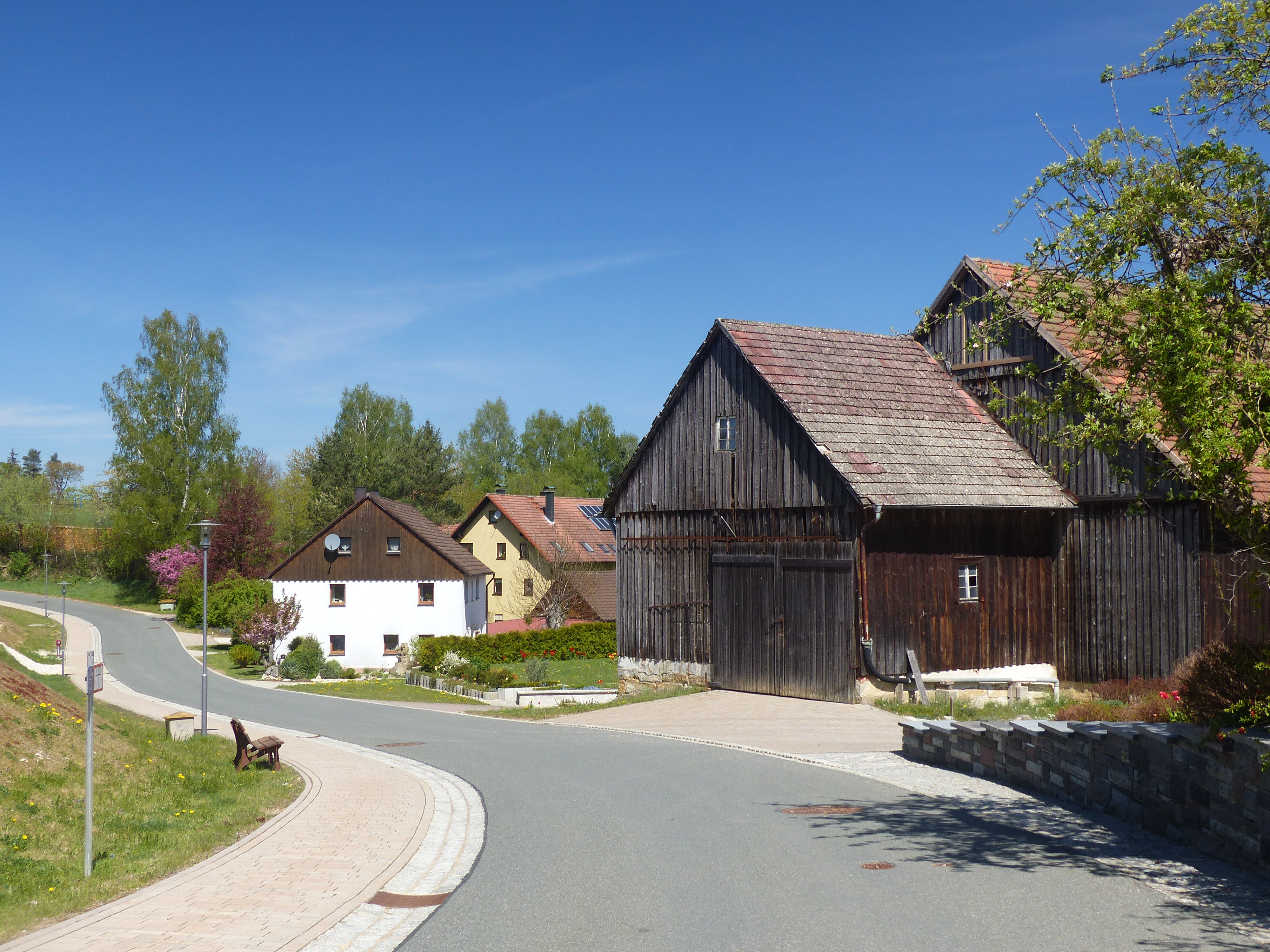
Nördlicher Ortsbereich

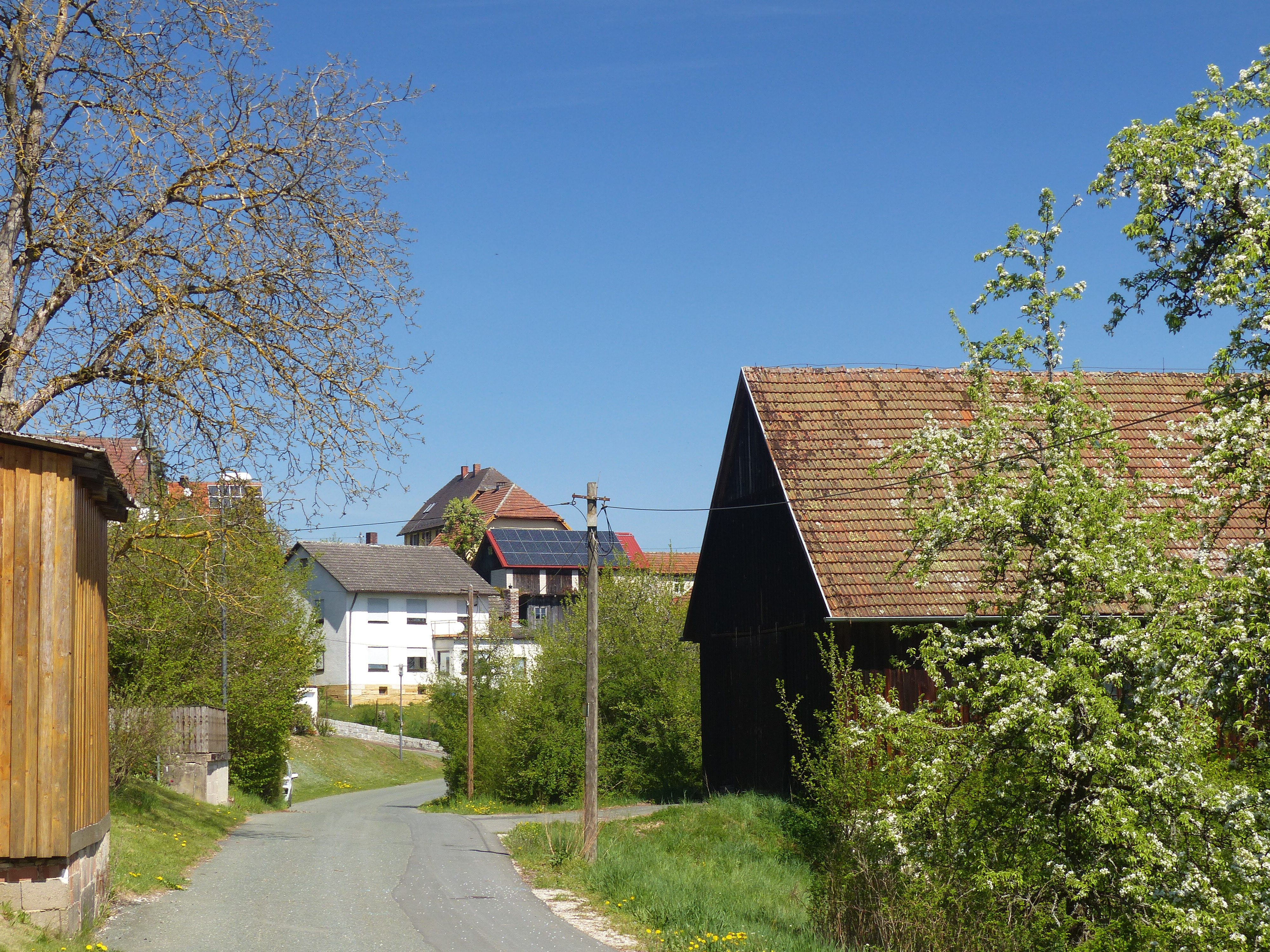
Ortsansicht von Süden

Hinterkleebach ist ein Gemeindeteil von Hummeltal im Landkreis Bayreuth (Oberfranken, Bayern). Die Gemarkung Hinterkleebach hat eine Fläche von 6,241 km² und ist in 777 Flurstücke aufgeteilt, die eine durchschnittliche Flurstücksfläche von 8032,39 m² haben. In ihr liegen neben dem namensgebenden Ort die Gemeindeteile  Moritzmühle, Moritzreuth, Muthmannsreuth, Neumühle und Weiglathal.

## Geografie
Das Dorf liegt inmitten einer Rodungsinsel auf dem Kreuzstein (560 m ü. NHN), einer Anhöhe, die zu den nördlichen Ausläufern der Fränkischen Schweiz zählt. Im Westen wie im Osten fällt das Gelände rasch ab. Die Staatsstraße 2163 führt nach Muthmannsreuth (2,4 km nördlich) bzw. nach Hohenmirsberg (4,2 südwestlich).

## Geschichte
Gegen Ende des 18. Jahrhunderts gab es in Hinterkleebach 19 Anwesen. Die Hochgerichtsbarkeit und die Dorf- und Gemeindeherrschaft standen dem bayreuthischen Stadtvogteiamt Bayreuth zu. Grundherren waren das Hofkastenamt Bayreuth (1 Gut), die Pfarrei Lindenhardt (6 Halbhöfe, 2 Gütlein, 1 Schmiede) und das Rittergut Trockau (1 Halbhof, 1 Gut, 2 Gütlein). Freieigen waren 4 Söldengüter, 1 Tropfhaus.
Von 1797 bis 1810 unterstand der Ort dem Justiz- und Kammeramt Bayreuth. Nachdem im Jahr 1810 das Königreich Bayern das Fürstentum Bayreuth käuflich erworben hatte, wurde Hinterkleebach bayerisch. Infolge des Gemeindeedikts wurde 1812 der Steuerdistrikt Hinterkleebach gebildet, zu dem Moritzmühle, Moritzreuth, Muthmannsreuth, Neumühle und Weiglathal gehörten. Zugleich entstand die Ruralgemeinde Hinterkleebach. Sie war in Verwaltung und Gerichtsbarkeit dem Landgericht Bayreuth zugeordnet und in der Finanzverwaltung dem Rentamt Bayreuth (1919 in Finanzamt Bayreuth umbenannt). In der freiwilligen Gerichtsbarkeit unterstanden 9 Anwesen bis 1819 dem Patrimonialgericht Lindenhardt und 4 Anwesen bis 1848 dem Patrimonialgericht Trockau. Mit dem Gemeindeedikt von 1818 kam es zur Eingliederung folgender Gemeinden:
- Moritzreuth mit Moritzmühle und Neumühle,
- Muthmannsreuth,
- Weiglathal.

Ab 1862 gehörte Hinterkleebach zum Bezirksamt Bayreuth (1939 in Landkreis Bayreuth umbenannt). Die Gerichtsbarkeit blieb beim Landgericht Bayreuth (1879 in Amtsgericht Bayreuth umgewandelt). Die Gemeinde hatte 1964 eine Gebietsfläche von 6,231 km². Am 1. Mai 1978 wurde die Gemeinde Hinterkleebach im Zuge der Gebietsreform in Bayern in die Gemeinde Hummeltal eingegliedert.

### Ehemaliges Baudenkmal
- Haus Nr. 17: Zweigeschossiger Wohn- und Stallbau; wohl Anfang des 19. Jahrhunderts. Fünf zu drei Obergeschossfenster. Gequadertes Erdgeschoss. Obergeschoss und Giebel mit Fachwerk.[12]

### Einwohnerentwicklung
Gemeinde Hinterkleebach
| Jahr      | 1822  | 1840   | 1852   | 1855   | 1861   | 1867   | 1871   | 1875   | 1880   | 1885   | 1890   | 1895   | 1900   | 1905   | 1910   | 1919   | 1925   | 1933   | 1939   | 1946   | 1950   | 1952   | 1961  | 1970   |
| Einwohner | 311   | 400    | 353    | 357    | 364    | 380    | 362    | 357    | 367    | 345    | 326    | 329    | 329    | 324    | 329    | 322    | 322    | 310    | 295    | 341    | 368    | 329    | 298   | 298    |
| Häuser    | 48    |        |        |        |        |        | 56     |        |        | 55     | 55     |        | 57     |        |        |        | 55     |        |        |        | 63     |        | 68    |        |
| Quelle    | [ 8 ] | [ 14 ] | [ 14 ] | [ 14 ] | [ 15 ] | [ 16 ] | [ 17 ] | [ 18 ] | [ 19 ] | [ 20 ] | [ 21 ] | [ 14 ] | [ 22 ] | [ 14 ] | [ 23 ] | [ 14 ] | [ 24 ] | [ 14 ] | [ 14 ] | [ 14 ] | [ 25 ] | [ 14 ] | [ 9 ] | [ 26 ] |

Ort Hinterkleebach
| Jahr      | 001819 | 001822 | 001861 | 001871 | 001885 | 001900 | 001925 | 001950 | 001961 | 001970 | 001987 | 002022 |
| Einwohner | 107    | 108 *  | 122    | 125    | 125    | 119    | 107    | 142    | 111    | 116    | 125    | 82     |
| Häuser    |        | 20 *   |        |        | 21     | 19     | 18     | 21     | 24     |        | 28     |        |
| Quelle    | [ 27 ] | [ 8 ]  | [ 15 ] | [ 17 ] | [ 20 ] | [ 22 ] | [ 24 ] | [ 25 ] | [ 9 ]  | [ 26 ] | [ 28 ] | [ 1 ]  |

## Religion
Hinterkleebach ist seit der Reformation gemischt konfessionell. Die Katholiken sind nach St. Ulrich (Poppendorf) gepfarrt, die Protestanten nach St. Michael (Lindenhardt).

## Verkehr
Der ÖPNV bedient das Dorf an einer Haltestelle der Buslinien 372 und 397 des VGN. Der am schnellsten erreichbare Bahnhof befindet sich in Creußen an der Bahnstrecke Schnabelwaid–Bayreuth und der nächste Fernbahnhof ist der Hauptbahnhof in Bayreuth.